# SRC Computers
SRC Computers je privatna tvrtka osnovana 1996. u Colorado Springsu, a osnovao ju je Seymour Cray nešto prije smrti 5. listopada 1996. u automobilskoj nesreći. Tvrtka je dizajnirala računala SRC-5 (nakon Craya 4), SRC-6 i SRC-7. Tvrtka posluje i dandanas.

## Vanjske poveznice
- Službena stranica tvrtke  Arhivirana inačica izvorne stranice od 8. veljače 2020. (Wayback Machine)